# Ushiroyubi Sasaregumi
 (août 2024).
Si vous disposez d'ouvrages ou d'articles de référence ou si vous connaissez des sites web de qualité traitant du thème abordé ici, merci de compléter l'article en donnant les références utiles à sa vérifiabilité et en les liant à la section « Notes et références ».
Ushiroyubi Sasaregumi (うしろゆびさされ組) est un duo de J-pop créé en 1985 et dissous en 1987, sous-groupe du groupe Onyanko Club dont font également partie ses deux membres, les idoles japonaises Yukiko Iwai (alias "Yūyu") et Mamiko Takai, respectivement la plus petite et la plus grande d'Onyanko Club d'où une image marquante. Le groupe sort trois albums, et six singles dont les douze titres (faces A et B) servirent de génériques originaux à la série anime High School! Kimengumi (Le Collège fou, fou, fou); le duo y fait même une apparition sous forme "anime" dans l'épisode n°63 pour interpréter une chanson (scène coupée en France pour une question de droits musicaux). Il se sépare en 1987 au départ de Mamiko Takai d'Onyanko Club, et les deux chanteuses continuent une brève carrière en solo chacune de son côté. Ushirogami Hikaretai, un nouveau sous-groupe d'Onyanko Club, prend sa relève pour interpréter les génériques de High School! Kimengumi.

## Discographie

### Albums
Albums originaux
Compilations
Participations
- 1986-02-21 : High School! Kimengumi Music Collection
- 1986-07-21 : High School! Kimengumi Music Collection 2
- 1987-10-21 : High School! Kimengumi Original Theme Song Collection
- 1999-03-17 : High School! Kimengumi Theme Song Collection Plus

### Video
- 1987-03-29 : Magical Ushiroyubi Tour

## Liens
- Ressources relatives à la musique :   - Discogs
  - MusicBrainz
  - VGMDb
- (en) Fiche sur Idollica